# Antonio Vitale Bommarco
(Gianfranco Agostino Gardin, Diario dell'Anima)
Antonio Vitale Bommarco (Cherso, 21 settembre 1923 – San Pietro di Barbozza, 16 luglio 2004) è stato un arcivescovo cattolico italiano.

## Biografia
Antonio Bommarco nasce a Cherso il 21 settembre 1923, da Luigi e Giovanna Sussich.
Rimane profondamente legato alla sua isola, la quale ritorna sempre nei suoi ricordi e nelle sue conversazioni. “Me ne sono andato da Cherso nel 1940 per fare il noviziato nella città di S. Antonio a Padova, nella cui anagrafe era stata trasferita anche la mia residenza, mentre tutta la mia famiglia era ancora residente a Cherso. Dopo la guerra non mi è stata chiesta nessuna opzione perché ero già cittadino italiano; non così i miei familiari, che vissero un'esperienza decisamente tragica..."

### La vocazione e il seminario
A undici anni “con molta sicurezza esprime ai genitori la volontà di essere frate, scartando l'ipotesi di diventare capitano di marina”.
Entra nel seminario dei Frati Minori Conventuali a Camposampiero (Padova), il 7 ottobre 1934, per i primi tre anni di ginnasio (le attuali medie inferiori). Nel 1937 ritorna nella sua isola, dove frequenta la quarta e la quinta ginnasio.
Nella relazione conclusiva per l'ammissione del giovane al noviziato il Rettore, P. Bernardino Bordin, lo definisce “tranquillo, amabile, gioviale, incapace di mantenere rancore”.
Il 3 settembre 1939 celebra il rito della vestizione religiosa, cioè indossa il saio francescano; è il giorno da lui ricordato come il più bello della sua vita: “mi sembrava di essere un altro”. Ogni anno inviterà i compagni di classe per commemorare questo evento.
Il 7 settembre inizia l'anno di noviziato a Padova, presso la Basilica del Santo.
Il Maestro, P. Francesco Varotto, lo apprezza come “giovane di volontà forte e costante, di carattere mite e pieghevole”.
L'anno di noviziato reca ad Antonio la prima esperienza del dolore fisico: una “dolorosissima operazione all'orecchio destro”, annota il Maestro nella sua relazione.
Emette la professione temporanea (si impegna a vivere la vita religiosa per tre anni) l'8 settembre 1940, assumendo il nome di fra Vitale. Presiede il rito il Ministro Provinciale ad interim, Ministro Generale emerito, P. Alfonso Orlini, anche lui nativo di Cherso. Questi è molto diverso di carattere e nutre un alto concetto dell'autorità; vedendo il nostro giovane tutto compito e riservato dice allo zio di fra Vitale (lo zio Giovanni): “Non farà molta strada questo ragazzo timido!”.
Nel liceo, iniziato a Brescia (ottobre 1940), fra Vitale è seguito dal padre Pacifico Masetto. I numerosi appunti personali del giovane indicano una costante maturazione nel carattere e nella fede, con particolare interesse per l'Eucaristia e la Madonna.

### La malattia e la guarigione
Dopo la seconda liceo deve interrompere gli studi: il 6 settembre 1942 è colpito dalla prima violenta manifestazione della tubercolosi, che lo costringerà al ricovero nel sanatorio di Feltre (BL) per undici mesi.
Il 28 agosto del 1943 viene dimesso e soggiorna nel convento di S. Pietro di Barbozza (Treviso). Sembra completamente guarito, tanto che nell'anno scolastico 1944-45 offre la sua assistenza ai seminaristi del ginnasio, insediatosi in quella casa dopo la fuga da Cherso nel dicembre 1943.
Nell'estate del '45 fra Vitale ha una grave ricaduta. Scrive nel testamento spirituale: “Poiché non vi era allora nessuna medicina (…), sapevo che lentamente ma inesorabilmente sarebbe arrivata la fine”. Tornare in famiglia? Il Padre Spirituale gli dice: “Il Signore non ha bisogno di frati robusti e sani, anzi ha bisogno di anime che si immolano con lui sulla croce!”.
Si consacra al Signore nella professione religiosa solenne il 4 ottobre 1945. Nel dicembre dello stesso anno si affida nuovamente alle cure del sanatorio di Feltre. Poi, la guarigione:
“Solo quando mi donai totalmente (4.10.1945) e accettai di ritornare in sanatorio (1.12.1945) con piena disponibilità al lento ma inesorabile aggravarsi della malattia, solo allora il Signore mi guarì miracolosamente, tramite l'acqua dei Ss. Martiri di Concordia Sagittaria (1.10.1946)”.

### Sacerdozio e sempre maggiori responsabilità di governo

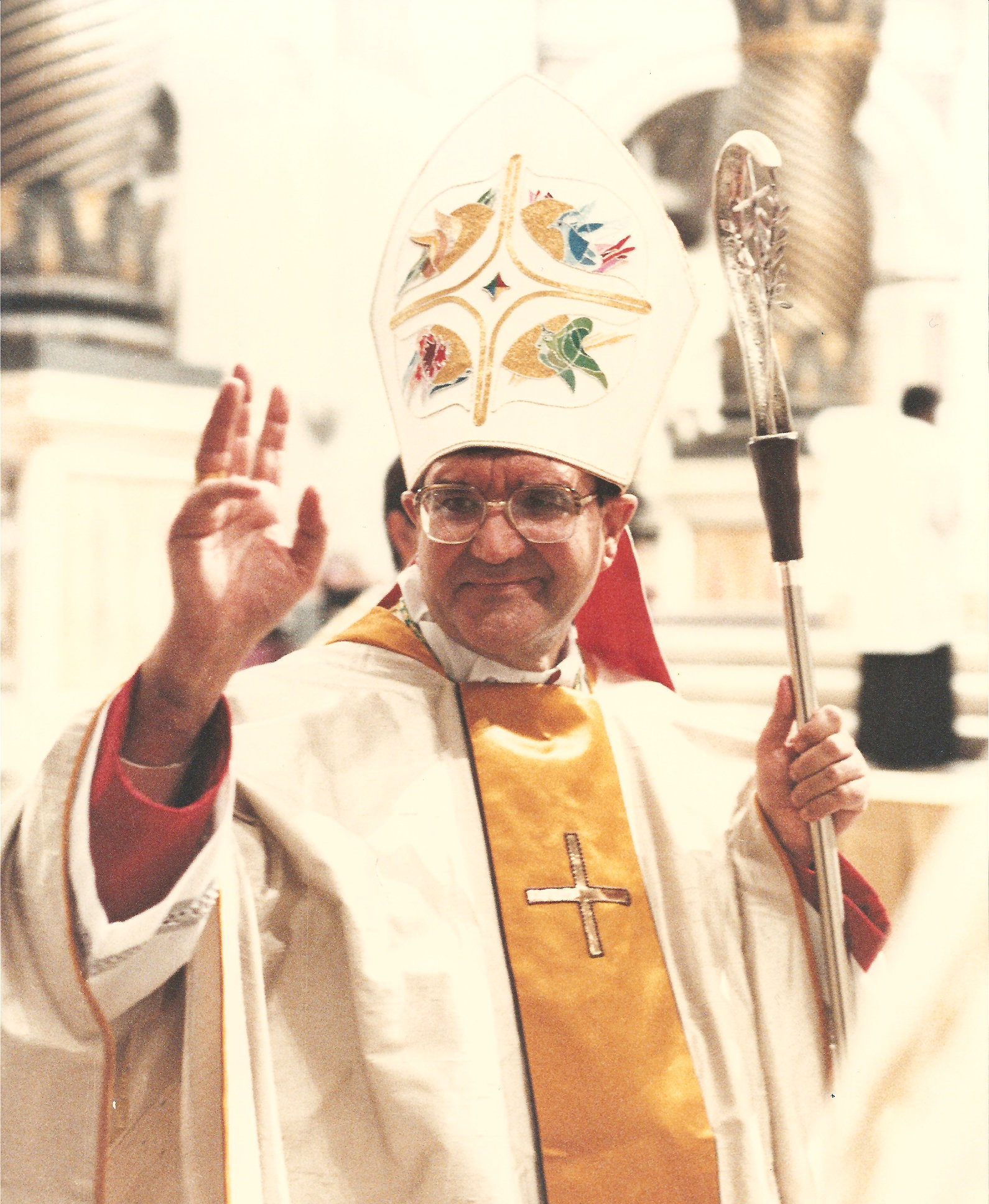
Antonio Vitale Bommarco dopo la consacrazione

Conclude gli studi di filosofia e teologia nel convento di S. Domenica a Montericco di Monselice (Padova) e viene ordinato sacerdote a Padova, nel Seminario Vescovile, l'8 dicembre 1949, dal vescovo Girolamo Bartolomeo Bortignon: a causa delle traversie politiche ed etniche che gli italiani dell'Istria subiscono nel dopoguerra, sono pochi i familiari presenti all'ordinazione. Celebra la prima messa nella notte di Natale a Gorizia presso le suore di S. Vincenzo.
Dal 1950 al 1952 resta nell'eremo di Montericco, casa per i frati anziani, malati e convalescenti. Da qui viene richiamato per essere superiore del Convento dell'Immacolata di Lourdes a S. Pietro di Barbozza (Treviso). Collabora con l'amico padre Candido Lorenzoni alla formazione dei giovani che aspirano alla vita religiosa non sacerdotale.
Nel 1961 viene nominato Direttore del Messaggero di Sant'Antonio a Padova. È ministro provinciale della Provincia Patavina di Sant'Antonio dal 15 luglio 1964 al 20 maggio 1972, quando viene eletto ministro generale dell'Ordine.
L'11 novembre 1982 è nominato arcivescovo metropolita di Gorizia e Gradisca e riceve la consacrazione episcopale il 6 gennaio 1983 da papa Giovanni Paolo II nella Basilica di S. Pietro in Vaticano. Fa il suo ingresso nell'arcidiocesi il 6 febbraio 1983. Sono anni di intensa attività pastorale e di numerose iniziative per il rinnovamento dell'arcidiocesi. Celebra il sinodo.

### Gli ultimi anni
Dopo la rinuncia all'arcidiocesi per raggiunti limiti di età (2 giugno 1999), trascorre gli ultimi anni nel Convento di San Francesco di Trieste dove si dedica a quella che, nelle sue memorie, definisce un gesto riparatorio verso un grave peccato di omissione, suo e della Provincia Patavina di S. Antonio dei Minori Conventuali, nei confronti del padre Placido Cortese.
Nel 1944 il padre Placido Cortese, un frate della Basilica del Santo a Padova veniva rapito dalla Gestapo dopo aver aiutato gli internati nei campi di concentramento del regime fino all'armistizio (8 settembre 1943) e, in seguito, aver soccorso gli ebrei e ad altri perseguitati dal nazismo.
Il 5 gennaio 2000 affida la ricerca al padre Apollonio Tottoli e al giornalista Ivo Jevnikar: nel gennaio 2001 esce la prima biografia, che, presentata ai vescovi della Conferenza Episcopale Triveneta (23 febbraio 2001), permette l'avvio del processo diocesano per la canonizzazione del frate, iniziato a Trieste il 29 gennaio 2002, e concluso nella Risiera di San Sabba il 15 ottobre 2003.
Muore il 16 luglio 2004 nel Convento dell'Immacolata di Lourdes a San Pietro di Barbozza. I suoi funerali vengono celebrati il 19 luglio 2004 nella Basilica di Sant'Antonio a Padova, presieduti dal Ministro Provinciale Padre Luciano Fanin, e nella basilica patriarcale di Aquileia, presieduti dall'arcivescovo di Gorizia Dino De Antoni. È sepolto nella cripta della chiesa metropolitana di Gorizia, accanto ai suoi predecessori.

## Genealogia episcopale
La genealogia episcopale è:
- Cardinale Scipione Rebiba
- Cardinale Giulio Antonio Santori
- Cardinale Girolamo Bernerio, O.P.
- Arcivescovo Galeazzo Sanvitale
- Cardinale Ludovico Ludovisi
- Cardinale Luigi Caetani
- Cardinale Ulderico Carpegna
- Cardinale Paluzzo Paluzzi Altieri degli Albertoni
- Papa Benedetto XIII
- Papa Benedetto XIV
- Papa Clemente XIII
- Cardinale Enrico Benedetto Stuart
- Papa Leone XII
- Cardinale Chiarissimo Falconieri Mellini
- Cardinale Camillo Di Pietro
- Cardinale Mieczysław Halka Ledóchowski
- Cardinale Jan Maurycy Paweł Puzyna de Kosielsko
- Arcivescovo Józef Bilczewski
- Arcivescovo Bolesław Twardowski
- Arcivescovo Eugeniusz Baziak
- Papa Giovanni Paolo II
- Arcivescovo Antonio Vitale Bommarco

## Galleria d'immagini

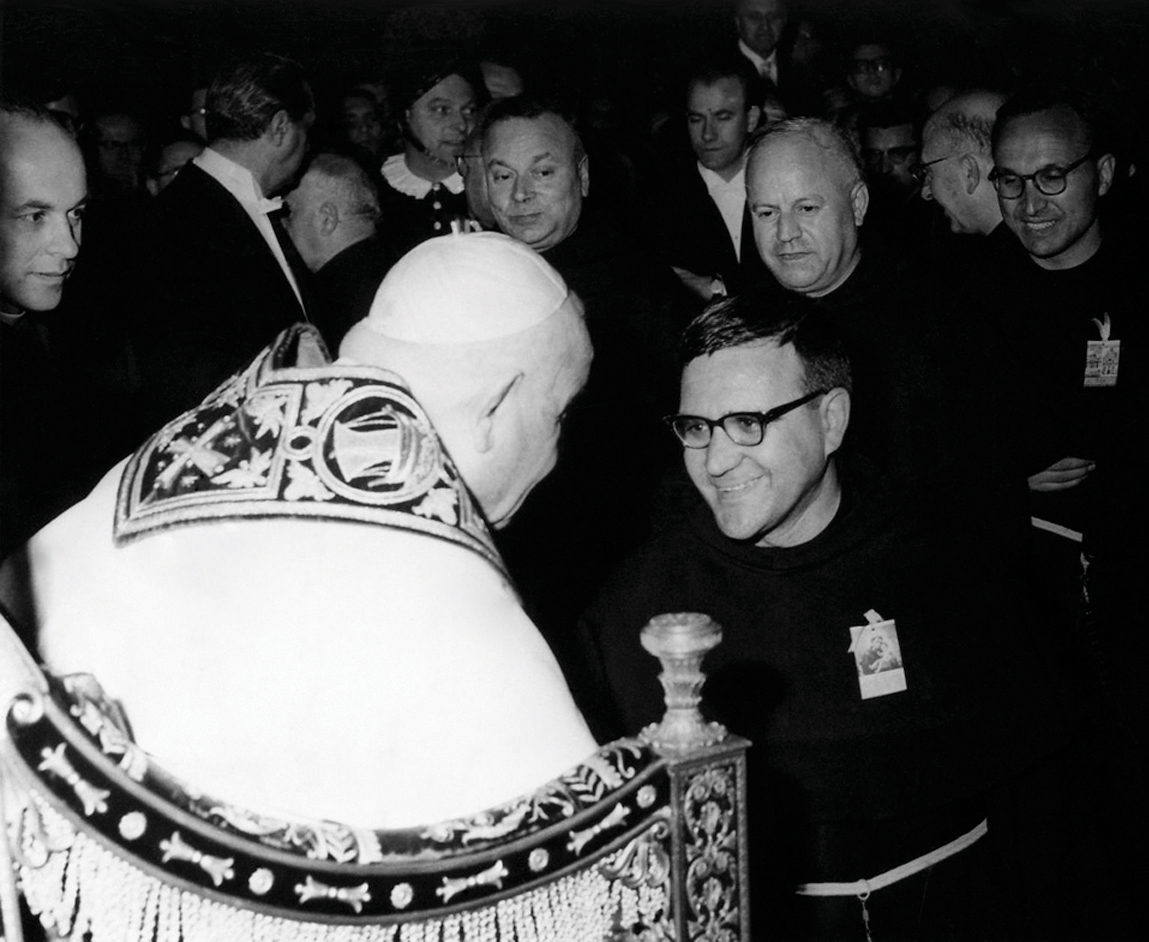
Padre Antonio Vitale Bommarco, direttore del Messaggero di S. Antonio, incontra papa Giovanni XXIII
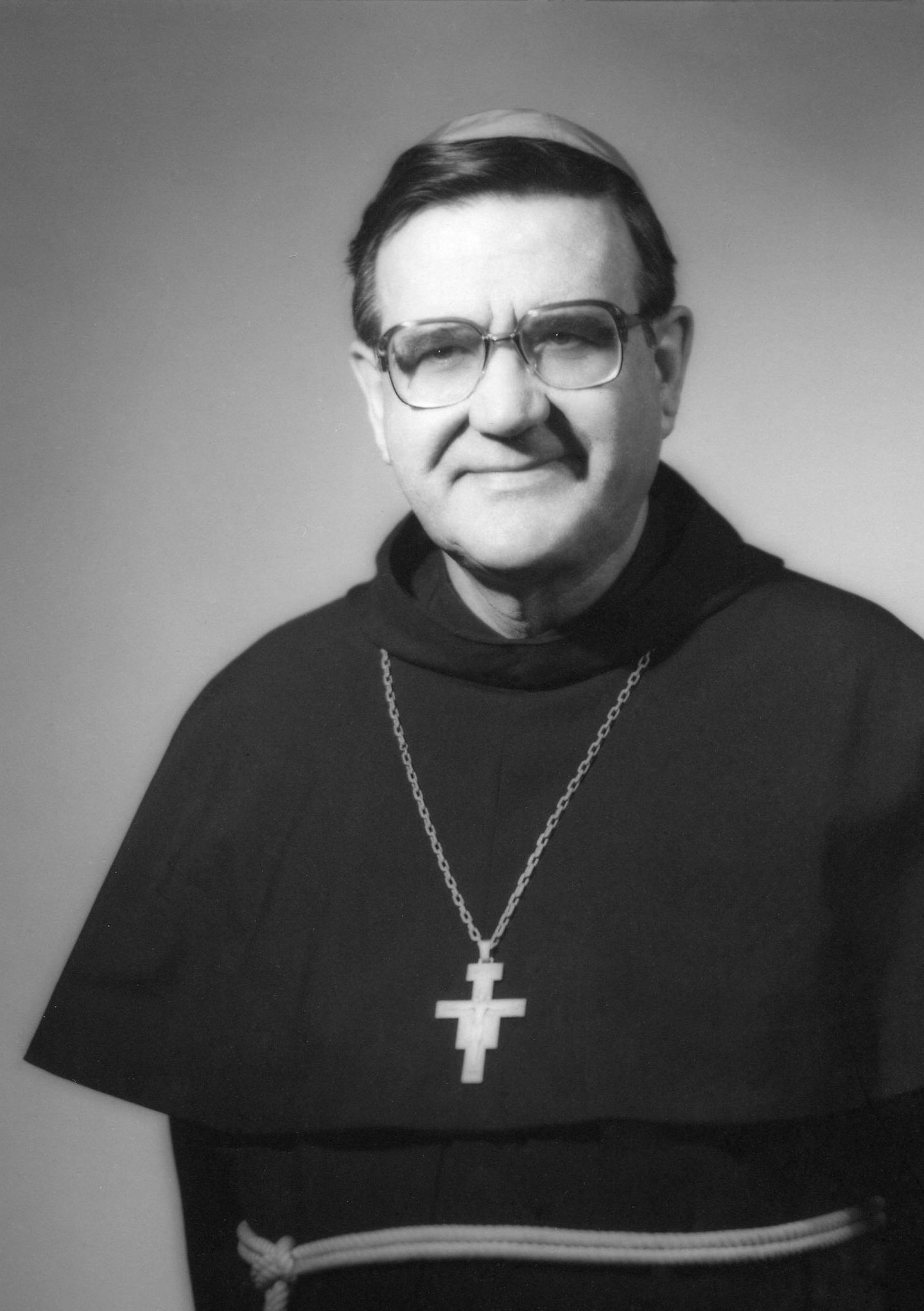
Padre Antonio Vitale in abito francescano
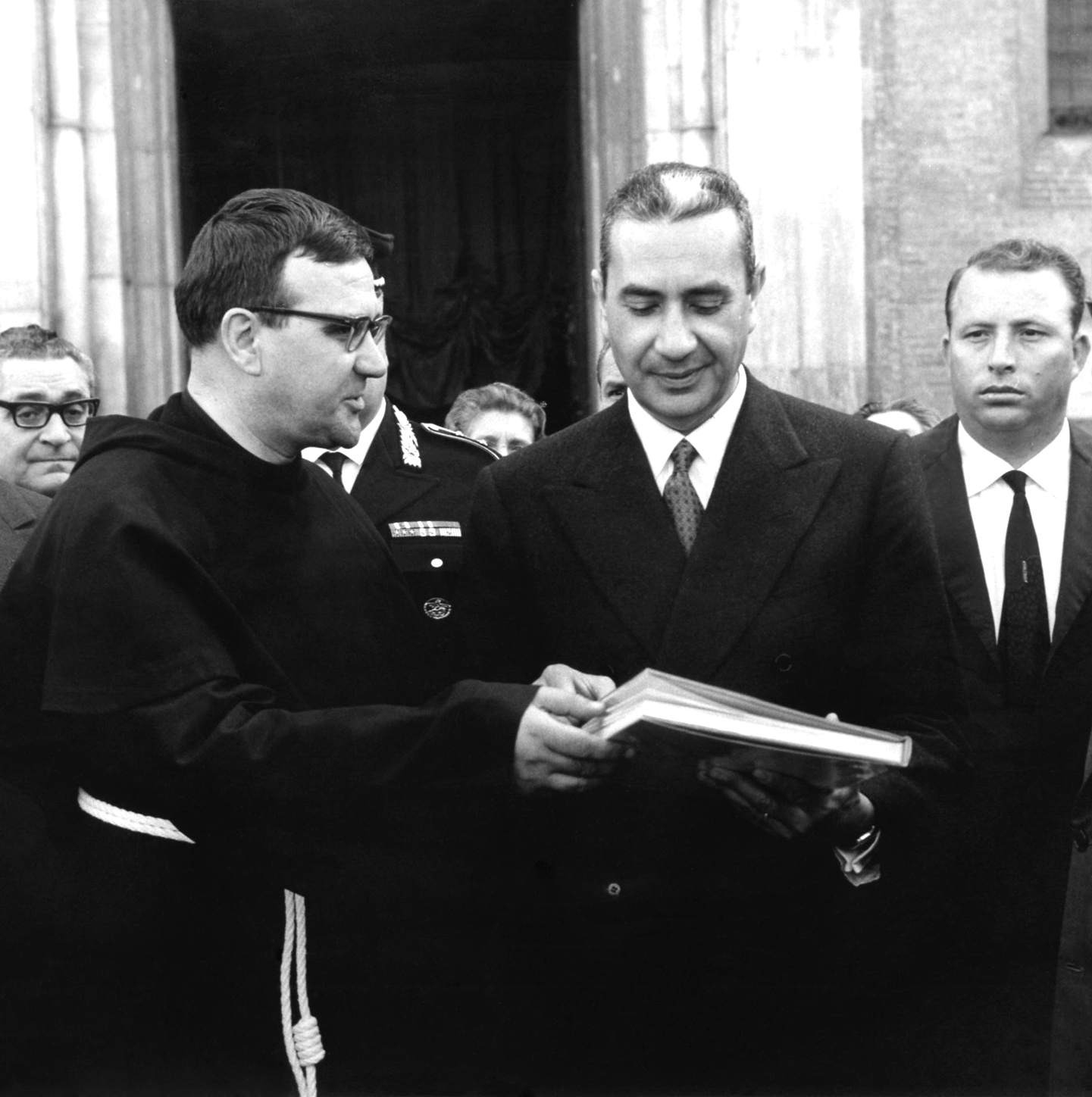
Padre Antonio Vitale Bommarco incontra l'On. Aldo Moro
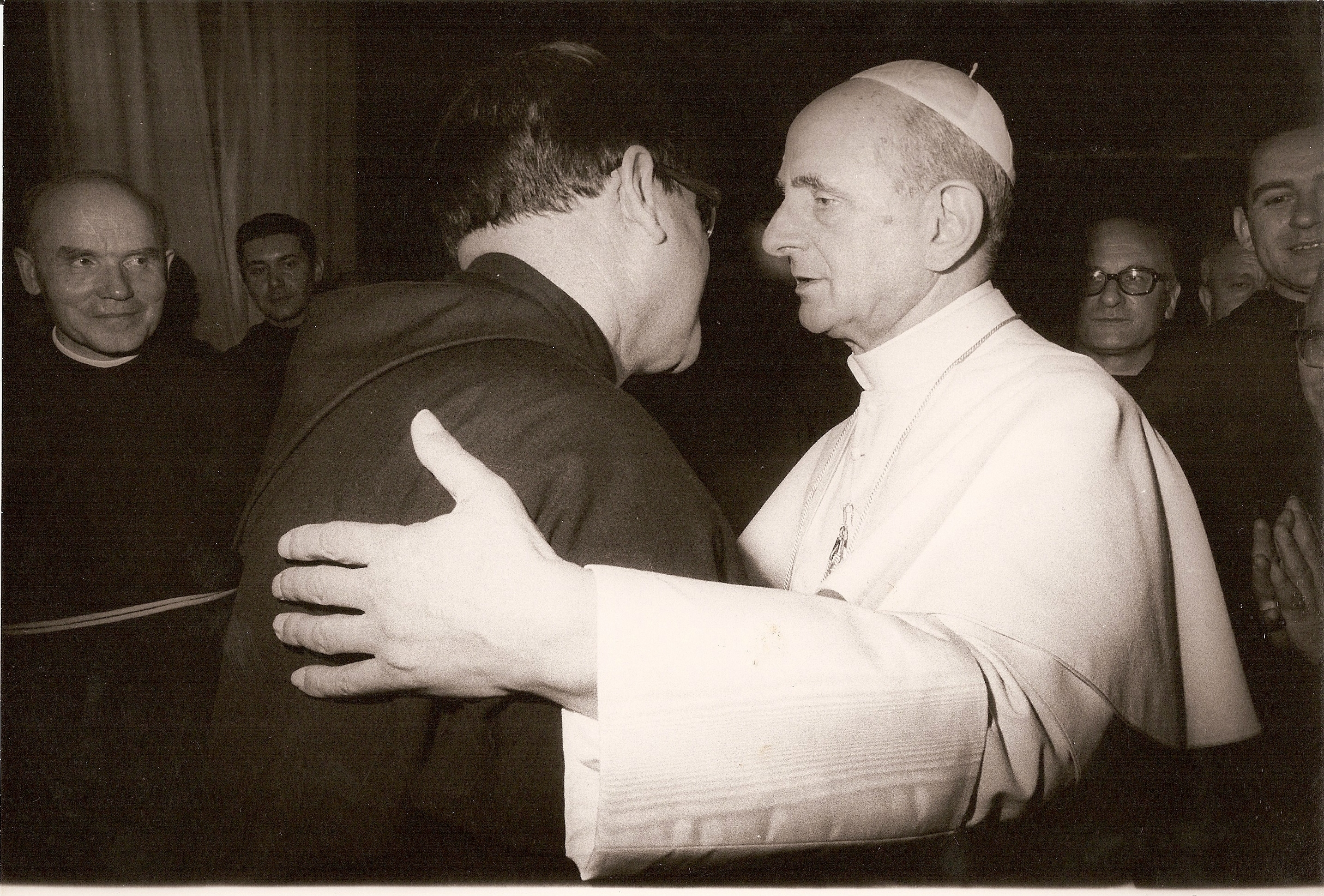
Padre Antonio Vitale Bommarco visita papa Paolo VI
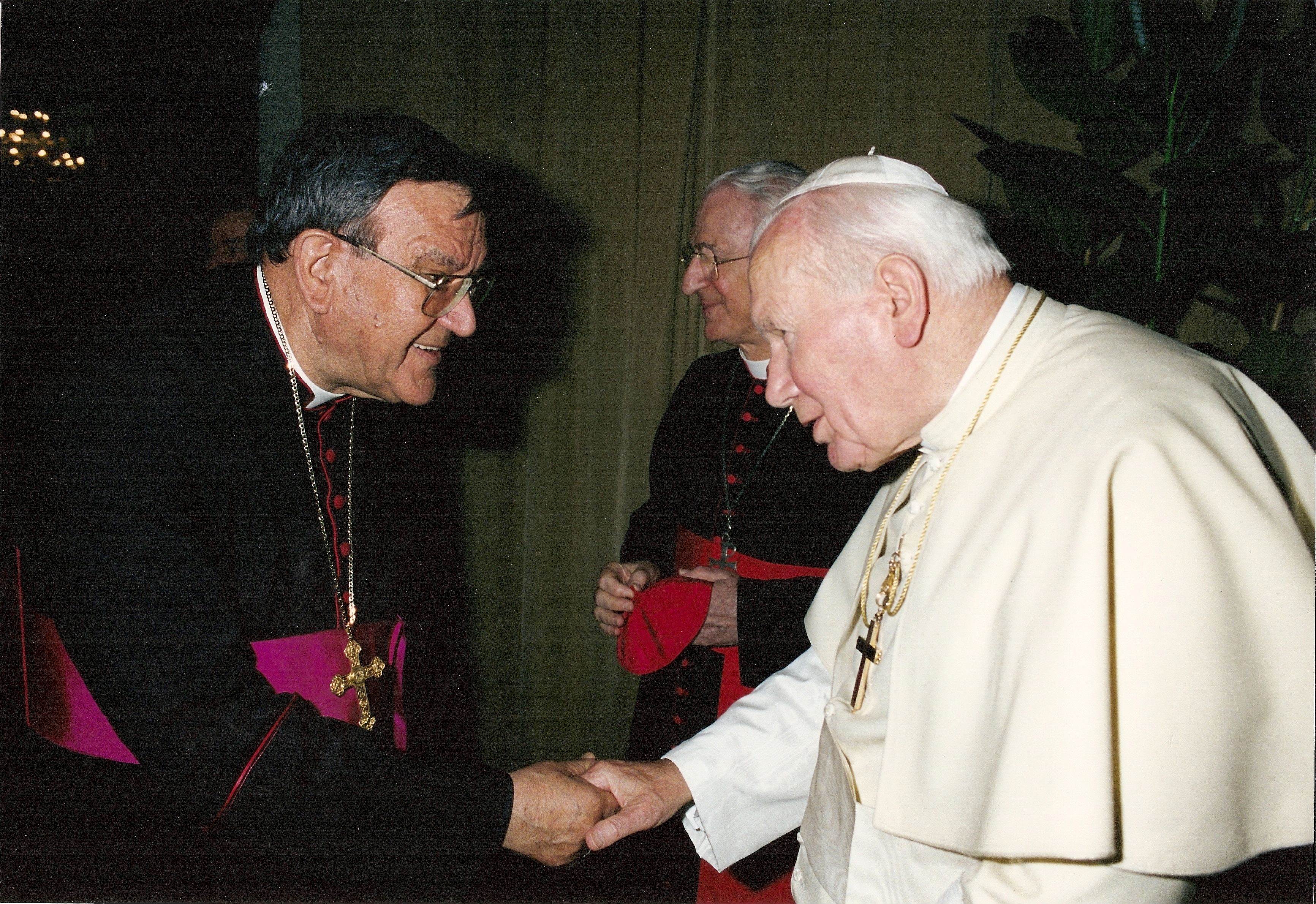
Mons. Antonio Vitale Bommarco visita papa Giovanni Paolo II